# Măng
Măng hay măng búp là các cây non mọc lên khỏi mặt đất của các loài tre, bao gồm Bambusa vulgaris và Phyllostachys edulis. Măng được sử dụng làm thực phẩm ở nhiều nước châu Á và được bán dưới nhiều hình thức như măng khô, măng tươi và măng đóng hộp.
Măng tươi chứa glycoside cyanogenic, chất độc tự nhiên cũng có trong sắn. Các chất độc này phải được tiêu diệt bằng cách nấu kỹ, và vì lý do này, măng tươi được đun sôi trước khi được sử dụng theo các cách khác. Các chất độc cũng bị tiêu diệt trong quá trình đóng hộp.

## Các loài được thu hoạch
Hầu hết các măng tre non đều có thể ăn được sau khi được luộc để loại bỏ chất độc, nhưng chỉ khoảng một trăm loài hoặc ít hơn được thu hoạch thường xuyên để lấy măng. Những loài này thường thuộc về các loài cũng được trồng cho các mục đích sử dụng khác. Bao gồm:
- Acidosasa – bản địa của Nam Trung Quốc và Việt Nam

Acidosasa edulis – đặc hữu của các tỉnh Fujian, Zhejiang và Jiangxi, Trung Quốc.
Acidosasa chinensis – đặc hữu của Guangdong, Trung Quốc
Bambusa – loại tre được thu hoạch phổ biến nhất ở châu Á nhiệt đới và cận nhiệt đới, phân bố từ Philippines đến Ấn Độ, và từ Sumatra đến miền nam Trung Quốc.
Bambusa balcooa – bản địa của Ấn Độ đến Đông Nam Á
Bambusa bambos – bản địa của Nam Á
Bambusa beecheyana – bản địa của Nam Trung Quốc đến Đông Nam Á và Đài Loan
Bambusa blumeana – bản địa của Đông Nam Á
Bambusa gibboides – bản địa của Guangdong, Trung Quốc
Bambusa merrilliana – đặc hữu của Philippines
Bambusa odashimae – đặc hữu của Đài Loan
Bambusa oldhamii – bản địa của Đài Loan và Nam Trung Quốc
Bambusa polymorpha – bản địa của Đông Nam Á, Bangladesh, và phía đông bắc Ấn Độ.
Bambusa philippinensis – đặc hữu của Philippines
Bambusa tulda – bản địa của khu vực Himalaya, Yunnan, và phía bắc Đông Nam Á
Bambusa tuldoides – bản địa của Guangdong, Guangxi, và phía bắc Đông Nam Á
Bambusa vulgaris – bản địa của Đông Nam Á và Yunnan, Trung Quốc
- Chimonobambusa – bản địa của Himalaya, Đông Nam Á, Trung Quốc, và Nhật Bản
- Dendrocalamus – bản địa của Nam Á nhiệt đới, Đông Nam Á, và Nam Trung Quốc

Dendrocalamus asper – bản địa của Đông Nam Á
Dendrocalamus latiflorus – bản địa của Nam Trung Quốc và Đài Loan
Dendrocalamus membranaceus – bản địa của Đông Nam Á nhiệt đới
Dendrocalamus strictus – bản địa của Đông Nam Á nhiệt đới và Ấn Độ
Gigantochloa – bản địa của châu Á nhiệt đới
Gigantochloa atter – bản địa của Đông Nam Á
Gigantochloa levis – bản địa của Đông Nam Á
Phyllostachys – bản địa từ Himalayas tới Đông Á
Phyllostachys edulis – bản địa của Nam Trung Quốc và Đài Loan
Phyllostachys bambusoides – bản địa của Trung Quốc, Đài Loan, và Nhật Bản
Phyllostachys rivalis – chỉ có tại Trung Quốc
Phyllostachys vivax – chỉ có tại Trung Quốc
- Sasa – bản địa của Hàn Quốc, Nhật Bản, và phía đông Nga (Sakhalin)
Sasa kurilensis – bản địa của Hàn Quốc, Nhật Bản, và phía đông Nga (Sakhalin)

Các mầm tre mới thu hoạch là nguồn cung cấp tốt của thiamin, niacin, vitamin A, vitamin B6 và vitamin E. Đã được báo cáo có 17 loại axit amin khác nhau, trong đó có 8 loại cần thiết cho con người. Lượng axit amin trong mầm tre hũ và lên men thấp hơn khi chế biến mới.

## Công dụng

### Ẩm thực

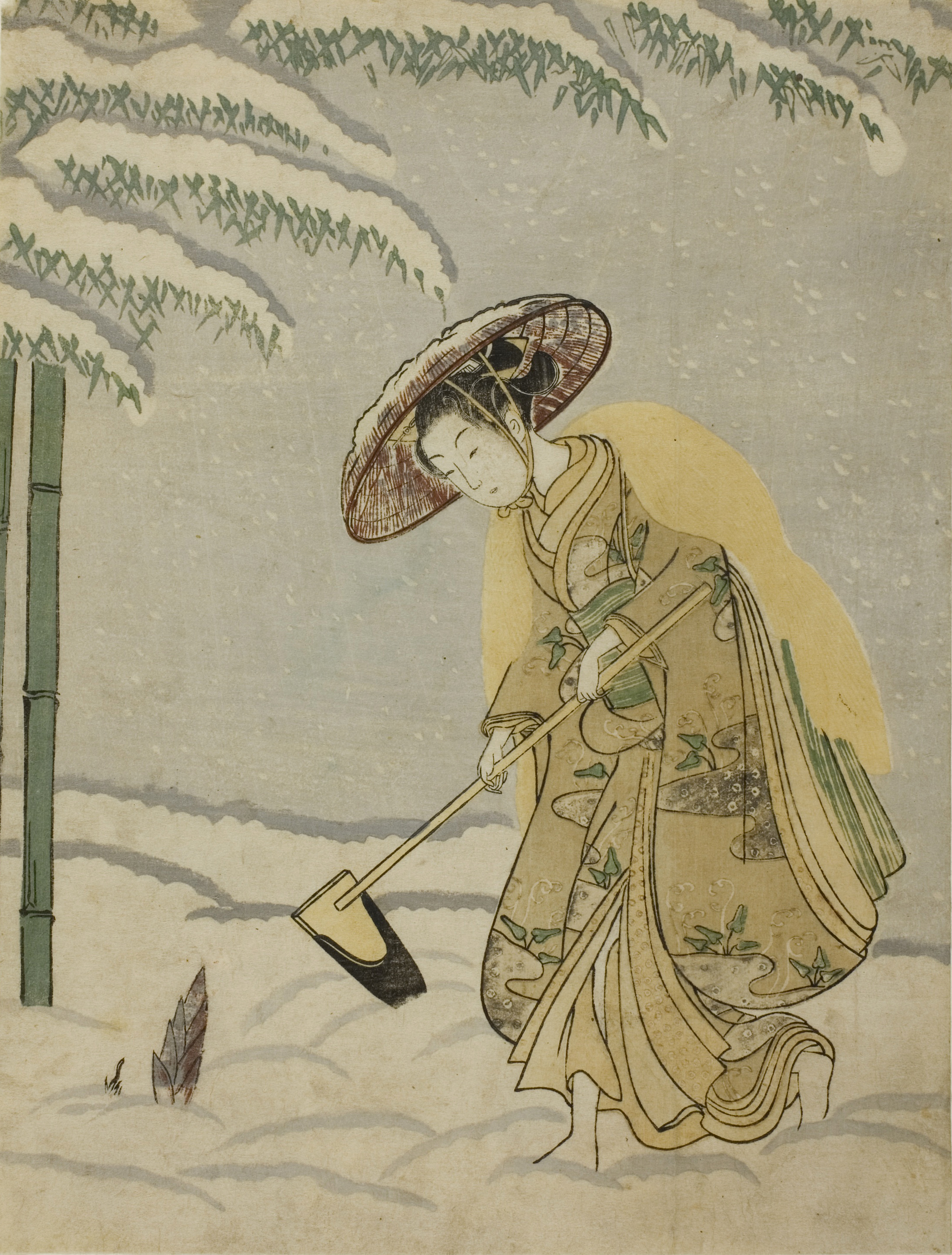
Người phụ nữ đang thu hoạch mầm tre, bức tranh khắc gỗ của Suzuki Harunobu, 1765

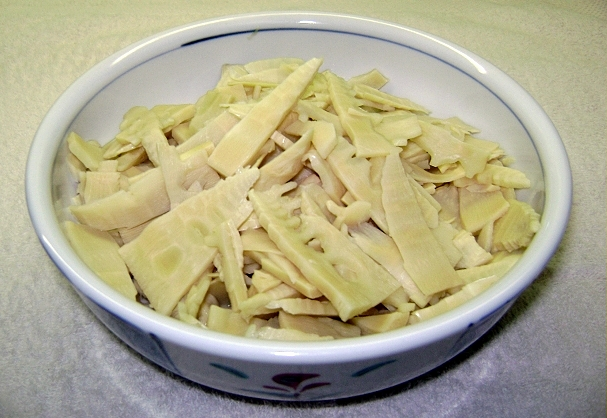
Hấp mầm tre ryoku-chiku (Bambusa oldhamii)

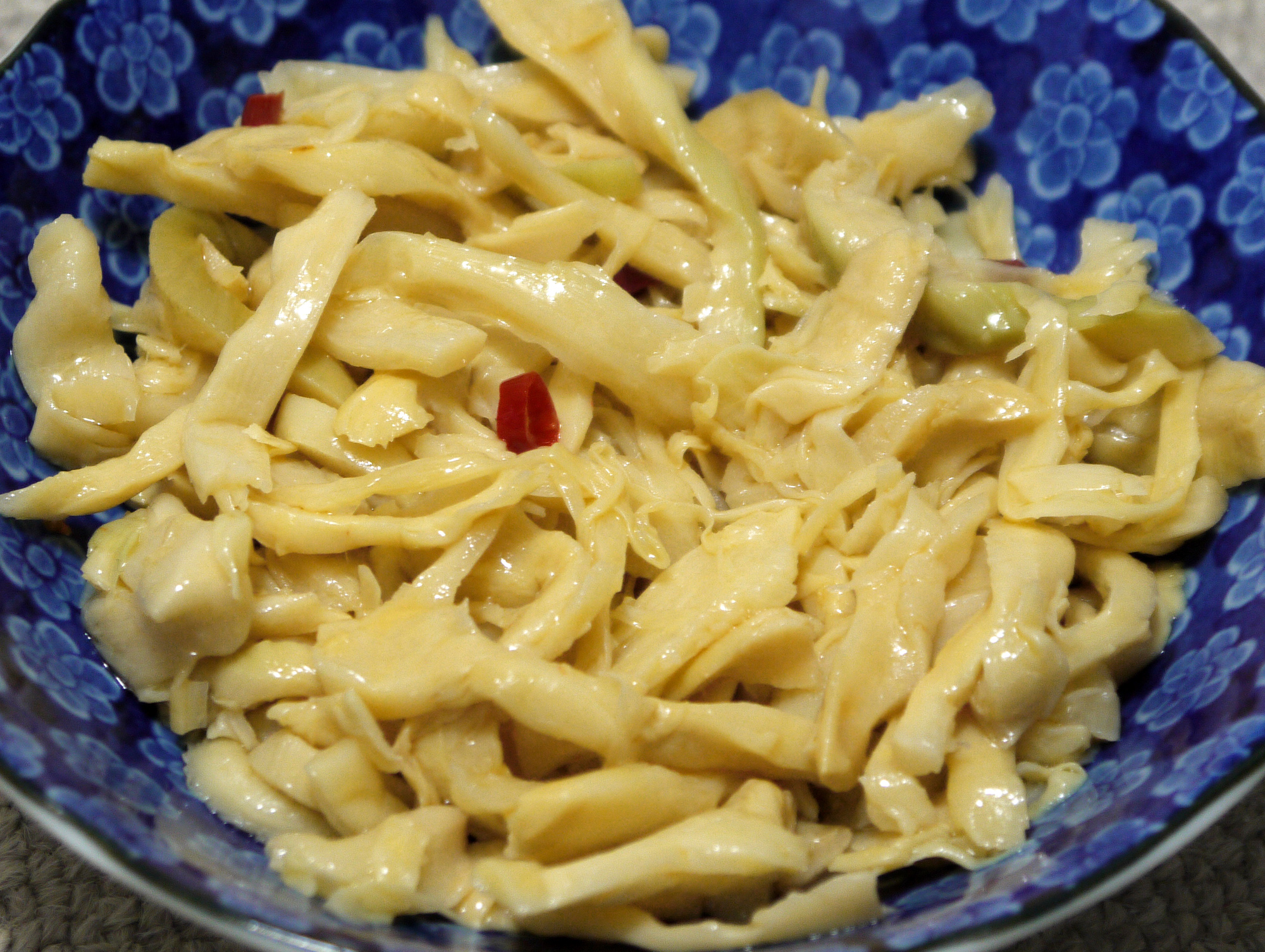
"Hosaki-Menma"

#### Đông Á
Ở một số phần của Nhật Bản, Trung Quốc, và Đài Loan, mầm của loài tre lớn Bambusa oldhamii được thu hoạch vào mùa xuân hoặc đầu mùa hè. Mầm non từ loài này được săn đón nhiều do có kết cấu giòn và vị ngọt. Tuy nhiên, mầm già hơn có vị đắng và nên được thái mỏng và luộc trong một lượng lớn nước nhiều lần. Mầm tre sau khi luộc có thể ăn được. B. oldhamii được biết đến rộng rãi hơn như một loài tre không xâm lấn trong cảnh quan.
Mầm tre muối chua, được sử dụng như một gia vị, cũng có thể được làm từ củi của các mầm non. Ở Nhật Bản, menma là một loại topping phổ biến cho mì ramen. Ở Trung Quốc, mì ốc luosifen, một món ăn phổ biến từ Guangxi, có mùi hôi nổi tiếng từ mầm tre muối chua.

#### Nam Á
Ở Nepal, mầm tre được sử dụng trong các món ăn đã nổi tiếng trong nước này hàng thế kỷ. Một món ăn phổ biến là tama (mầm tre lên men), được làm với khoai tây và đậu. Một bài hát phổ biến cũ của người Nepal nhắc đến tama như là "mẹ tôi yêu thích món rau chứa khoai tây, đậu, và tama". Một số loại mầm tre phổ biến được trồng ở Himalaya Sikkim của Ấn Độ là Dendrocalamus hamiltonii, Dendrocalamus sikkimensis và Bambusa tulda, địa phương được biết đến với tên choya bans, bhalu bans và karati bans. Những loại mầm tre này có thể ăn được khi còn non. Những mầm tre này được thu thập, tách lá và luộc trong nước với bột nghệ trong vòng 10-15 phút để loại bỏ vị đắng của mầm tre, sau đó tama sẵn sàng để tiêu thụ. Tama thường được bán ở các chợ địa phương trong các tháng từ tháng 6 đến tháng 9 khi mầm tre non mọc lên.
Ở Assam, mầm tre là một phần của ẩm thực truyền thống Assam. Chúng được gọi là khorisa và bah gaj trong tiếng Assam và "hen-up" trong Karbi ở Assam.
Ở Karnataka, Andhra Pradesh, và phía bắc Tamilnadu, mầm tre được sử dụng như một món ăn đặc biệt trong mùa mưa (do có sẵn theo mùa). Nó phổ biến ở khu vực Tulunadu và Malnad. Nó được gọi là kanile hoặc kalale trong Tulu, Veduru Kommulu trong Telugu, và Moongil Kuruthu trong Tamil. Các mầm thường được thái và ngâm trong nước trong hai đến ba ngày, sau đó nước được tháo ra và thay mới hàng ngày để loại bỏ và loại bỏ độc tố. Nó cũng được sử dụng như một loại dưa muối. Nó được tiêu thụ như một món ăn ngon bởi tất cả các cộng đồng trong khu vực.
Ở khu vực Diyun của Arunachal Pradesh, người Chakma gọi chúng là bashchuri. Phiên bản lên men được gọi là medukkeye và thường được phục vụ chiên với thịt heo. Mầm tre cũng có thể được lên men và bảo quản với giấm.
Ở Jharkhand, Ấn Độ, mầm tre được sử dụng như một loại rau. Mầm non và mầm được bảo quản được biết đến với tên karil và shandhna tương ứng.
Ở phía tây của Odisha, Ấn Độ, chúng được biết đến với tên karadi và được sử dụng trong các món cà ri truyền thống như Ambila, pithou bhaja và dưa muối. Trong mùa mưa, nó có thể được tìm thấy nhiều trong rừng tre của khu bảo tồn động vật hoang dã Karlapat và chủ yếu được chế biến ở nhà bằng hạt mù tạt. Chúng có thể được bảo quản trong nhiều tháng trong một thùng chứa kín không khí. Chúng cũng được phơi khô dưới nắng để gia tăng thời hạn sử dụng và những mầm tre khô này được gọi là Hendua. Các mầm khô được sử dụng trong các món cà ri của cá nướng, được gọi là Poda Macha.
Ở Nagaland, Ấn Độ, mầm tre được nấu ăn và ăn như một món ăn tươi hoặc lên men cho nhiều mục đích ẩm thực khác nhau. Mầm tre lên men thường được biết đến với tên bas tenga. Việc nấu thịt lợn với một phần lớn mầm tre lên men rất phổ biến trong ẩm thực Nagaland.
Ở Manipur, Ấn Độ, chúng được biết đến với tên u-soi. Chúng cũng được lên men và bảo quản sau đó chúng được biết đến với tên soibum. Chúng được sử dụng trong nhiều loại món ăn khác nhau – trong đó có iromba, ooti và kangshu, v.v.  Mầm tre lên men được bảo quản trong nhiều tháng được biết đến với tên soijin. Soijin có thể được bảo quản đến 10 năm tại làng Andro. Thông thường, soijin hoặc usoi nằm trong một giỏ lớn làm từ tre. Tuy nhiên, chúng được bảo quản trong chén đất ở làng Andro.
Ở Meghalaya, mầm tre hoặc được sử dụng tươi hoặc lên men và làm thành dưa muối, canh với thịt heo hoặc cá khô, hoặc được nấu cà ri và gia vị với hạt mè hoặc làm thành một loại nước sốt với cá lên men. Đôi khi nó được nấu cùng với lá khoai mỡ và cá khô.
Ở Chittagong Hill Tracts, Bangladesh, mầm tre là một món ăn truyền thống của người bản địa Jumma people. Cách chuẩn bị món ăn của họ bao gồm nhiều bước. Đầu tiên, mầm tre được thu thập từ rừng tre sau đó được tách lá và luộc trong nước. Sau đó, mầm tre được chuẩn bị với tôm chua, ớt, tỏi và muối.

#### Đông Nam Á

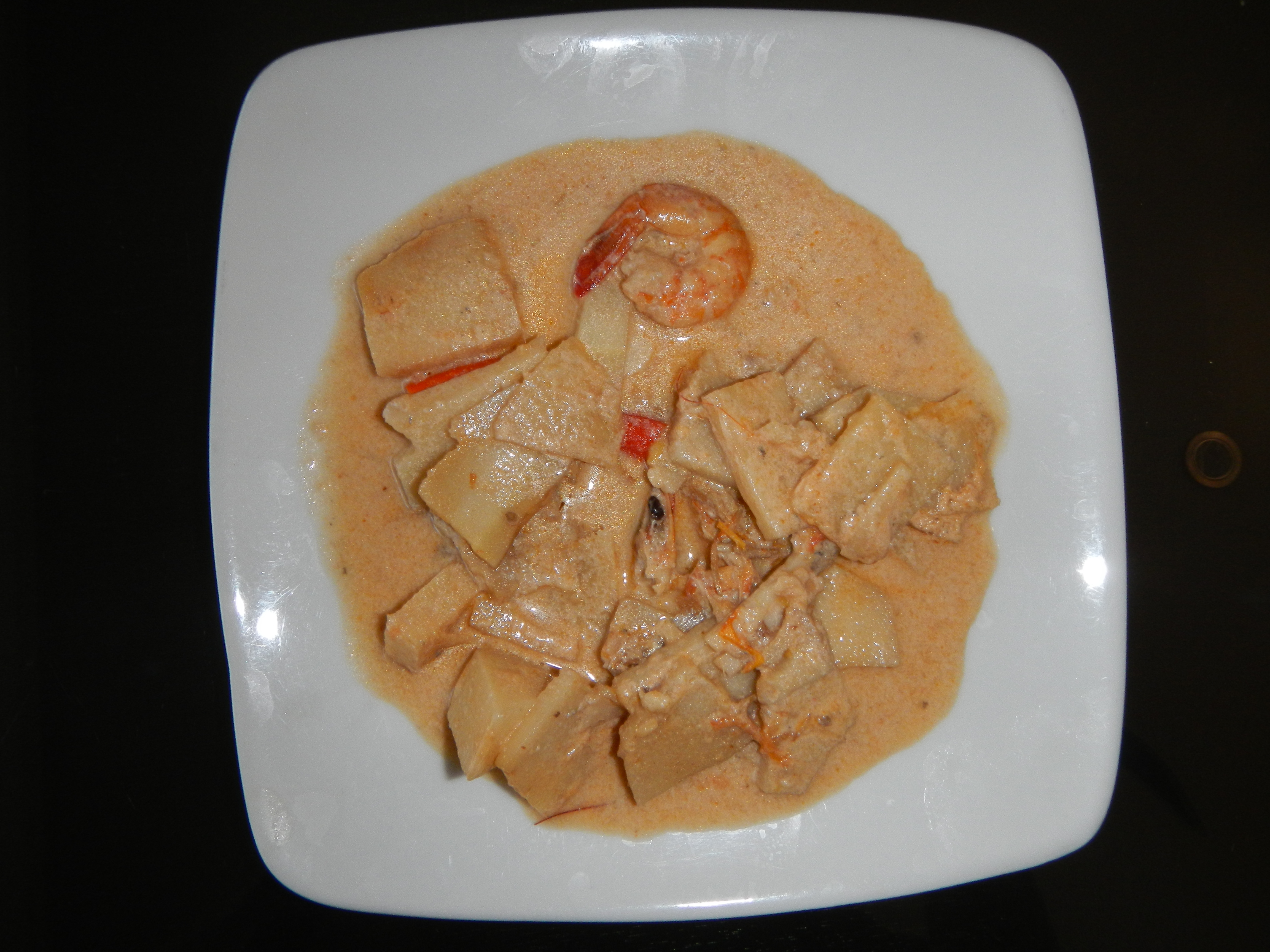
Củ măng Filipino ginataáng labóng, củ măng nấu trong nước cốt dừa

Ở Philippines, củ măng chủ yếu được thu hoạch từ loại tre bolo (Gigantochloa levis), tre khổng lồ (Dendrocalamus asper), tre thông thường (Bambusa vulgaris), tre gai (Bambusa blumeana), và hai loài đặc hữu, bayog (Bambusa merrilliana) và laak (Bambusa philippinensis). Những loài khác có giá trị kinh tế cũng được thu hoạch để lấy củ măng bao gồm kayali (Gigantochloa atter), tre đực (Dendrocalamus strictus), và các loại tre leo (Dinochloa spp.) Một loài đặc hữu khác, tre lumampao hoặc bagakay (Schizostachyum lumampao), được sử dụng để làm sawali (sợi tre dệt), cũng được thu hoạch đôi khi để lấy củ măng. Trong ẩm thực Filipino, củ măng thường được gọi là labóng (có những tên gọi khác như rabong, dabong, hoặc tambo). Hai món phổ biến nhất là ginataáng labóng (củ măng nấu trong nước cốt dừa và ớt) và dinengdeng na labóng (củ măng nấu trong bagoóng cá và món hầm gồm đậu que, saluyot, và tinapa). Chúng cũng có thể được xào riêng hoặc với các thành phần khác như trong món paklay, hoặc được chế biến thành lumpia chiên hoặc tươi. Củ măng cũng được chế biến thành atchara, loại mứt ngọt truyền thống thường được làm từ đu đủ.

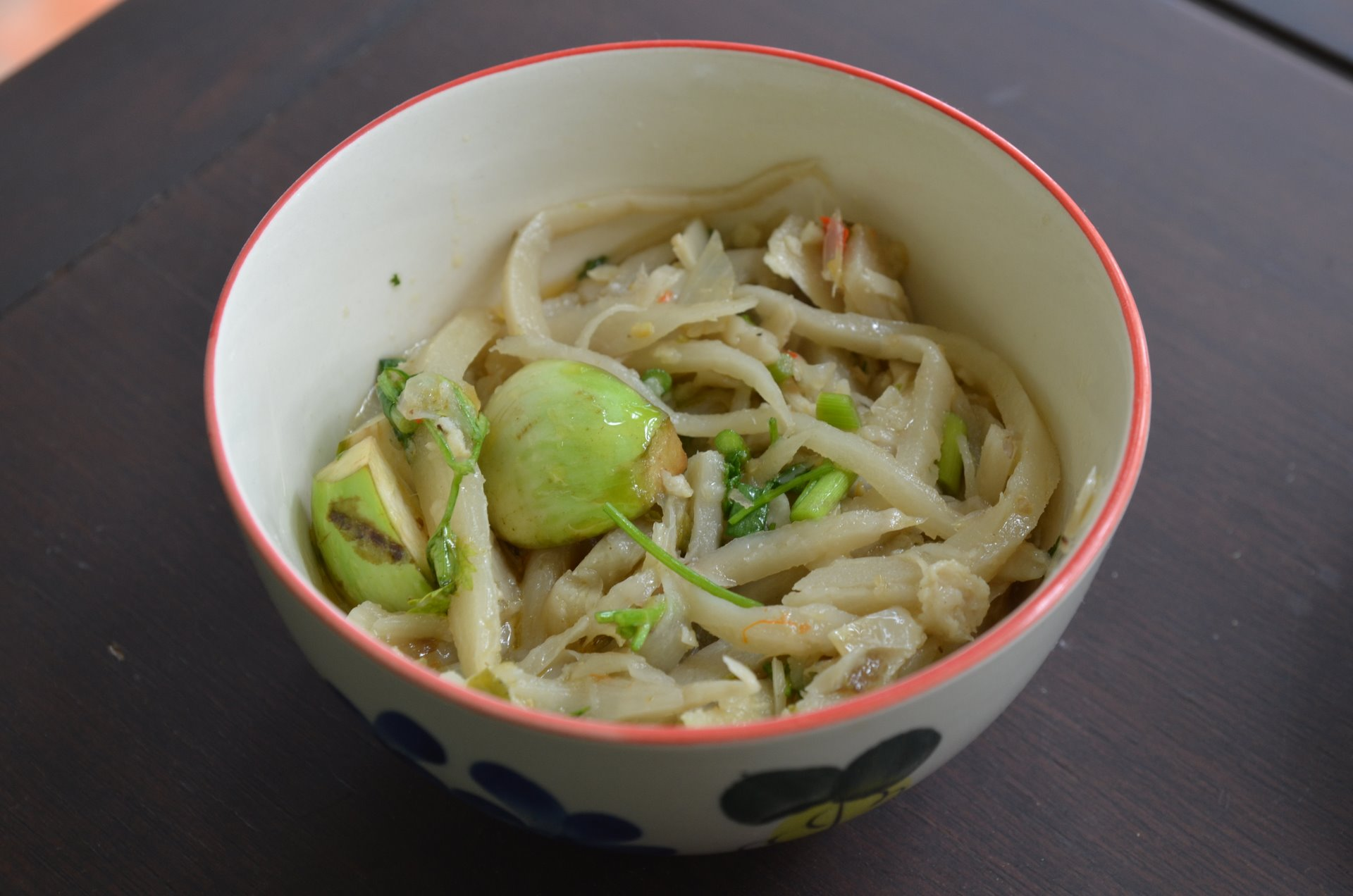
Yam no mai, một món salad miền bắc Thái Lan được làm từ củ măng luộc

Trong ẩm thực Thái Lan, củ măng được gọi là no mai. Nó có thể được sử dụng trong các món xào, các món súp như tom kha kai, cà ri, măng nứa khô như kaeng tai pla, cũng như trong các món salad như sup no-mai. Một số món yêu cầu củ măng tươi, trong khi một số khác yêu cầu củ măng ngâm muối (no mai dong).
Trong ẩm thực Việt Nam, củ măng băm mỏng được sử dụng một mình hoặc kết hợp với các loại rau khác trong nhiều món rau xào. Nó cũng có thể được sử dụng làm thành phần rau duy nhất trong mì xào thịt heo. Mì gà vịt và măng (Bún măng vịt) cũng là một món mì nổi tiếng ở Việt Nam.

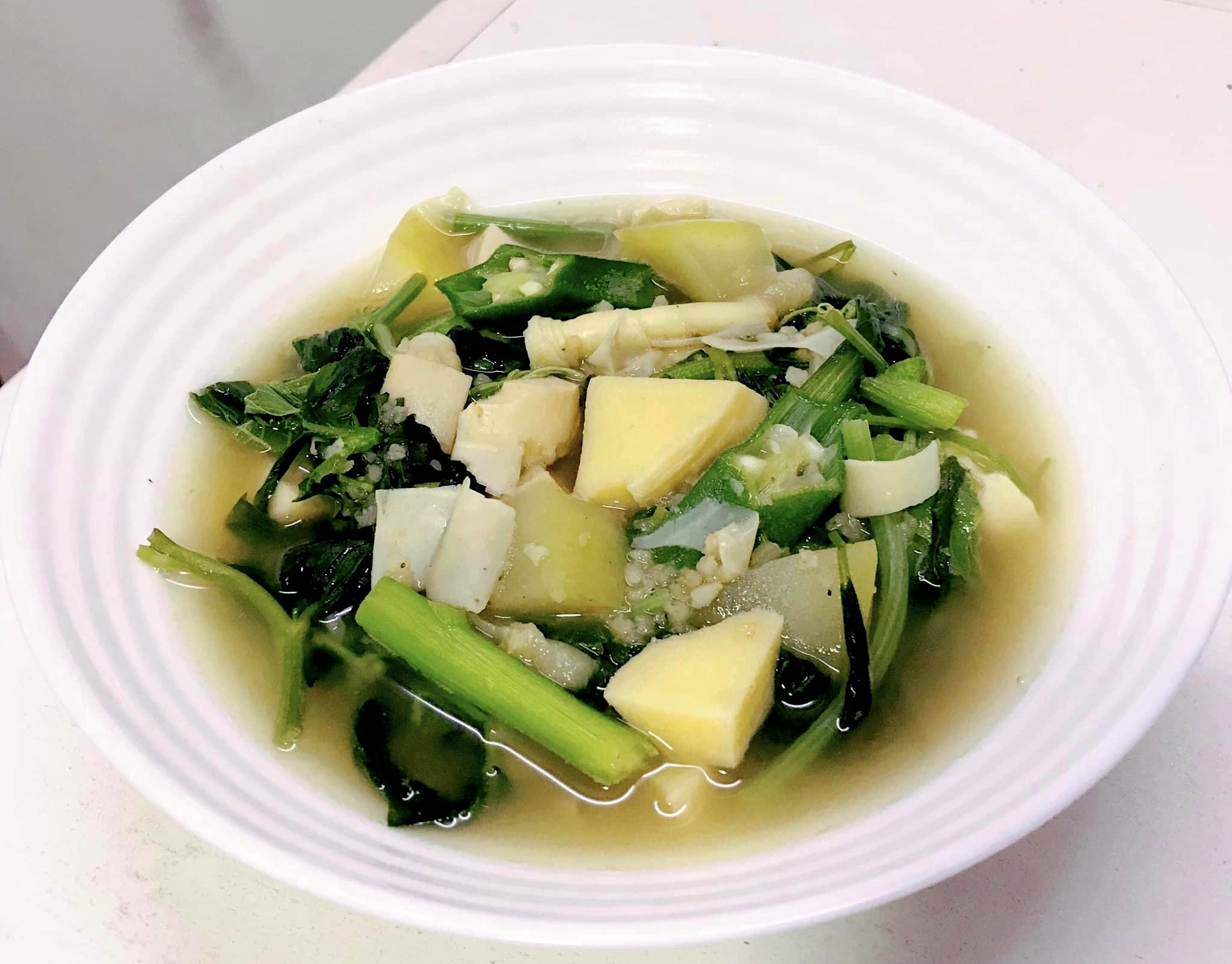
Talabaw của người Karen ở Myanmar

Ở Myanmar, củ măng được gọi là hmyit (tiếng Miến Điện: မျှစ်). Chúng có thể được sử dụng trong một loại súp gọi là myahait hcaut tar la bot hoặc talabaw, súp măng. Quá trình chuẩn bị món này thường bao gồm ba bước. Đầu tiên, củ măng được thu thập từ khu rừng tre. Tre có thể được tìm thấy trên khắp Myanmar, nhưng củ măng từ hai vùng phía bắc nhất (Kachin State và Sagaing Region) mềm và ngon. Sau đó, củ măng được luộc trong nước và sau đó có thể được nấu với bột cà ri, bột gạo và các thành phần khác như cá Snakehead và lá húng quế. Một lượng nhỏ gạo và một số lát thịt hoặc hải sản cũng có thể được thêm vào. Súp truyền thống này được người Karen sử dụng như một món phụ kèm với cơm, mà không phải lúc nào cũng dễ dàng hoặc rẻ tiền để có được. Talabaw là một trong những loại súp nổi tiếng nhất ở Myanmar và được coi là món chính trong ẩm thực của người Karen. Một món ăn khác sử dụng củ măng trong ẩm thực Miến là món cà ri củ măng chua gọi là hmyit chin hin (မျှစ်ချဉ်ဟင်း), một món đặc sản của Naypyidaw ở miền trung Myanmar.
Ở Indonesia, củ măng được cắt mỏng và luộc với nước cốt dừa và gia vị để tạo ra món gulai rebung. Các món khác sử dụng củ măng bao gồm sayur lodeh (rau hỗn hợp trong nước cốt dừa) và lun pia (đôi khi được viết là lumpia: củ măng trộn với rau và được chiên). Các cành tre của một số loài chứa cyanidecần được rửa hoặc luộc để loại bỏ trước khi ăn một cách an toàn. Việc cắt củ măng mỏng giúp quá trình rửa sạch này diễn ra tốt hơn.

## Bộ sưu tập ảnh

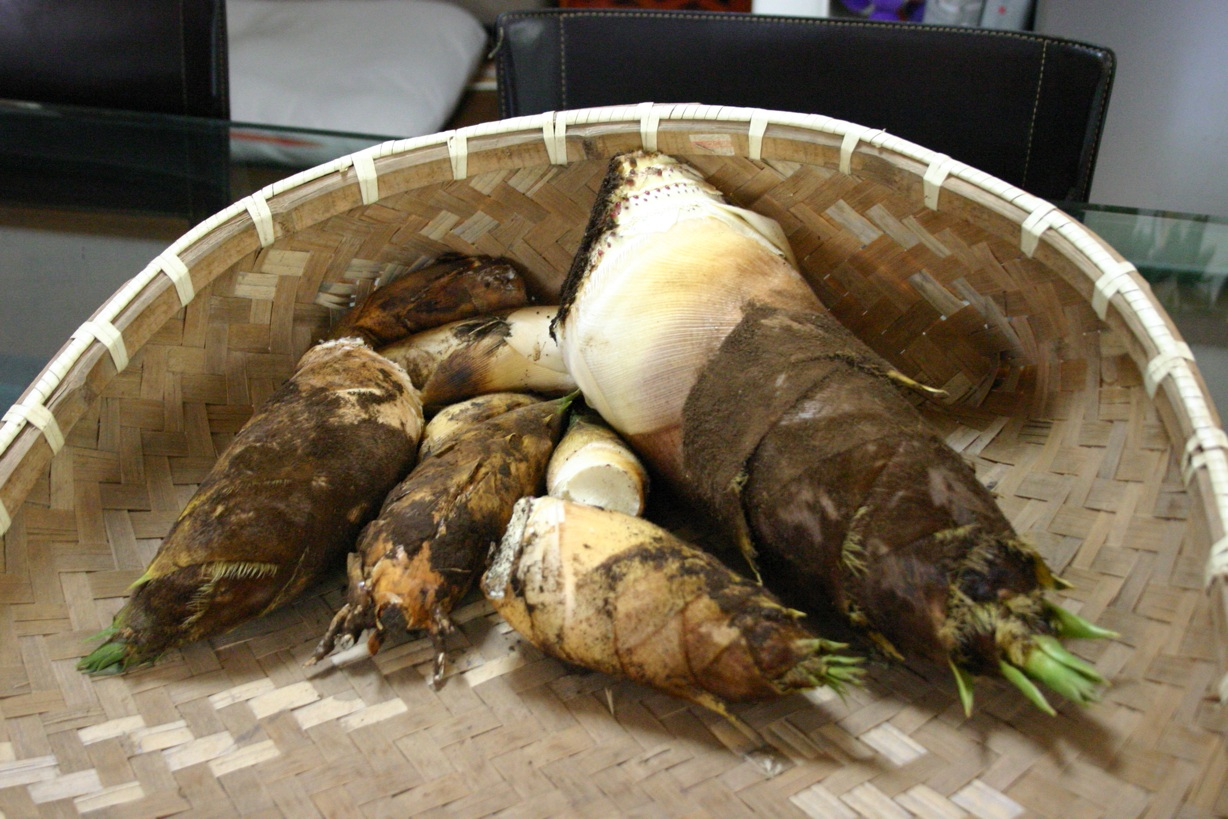
Măng tươi sau khi được thu hoạch
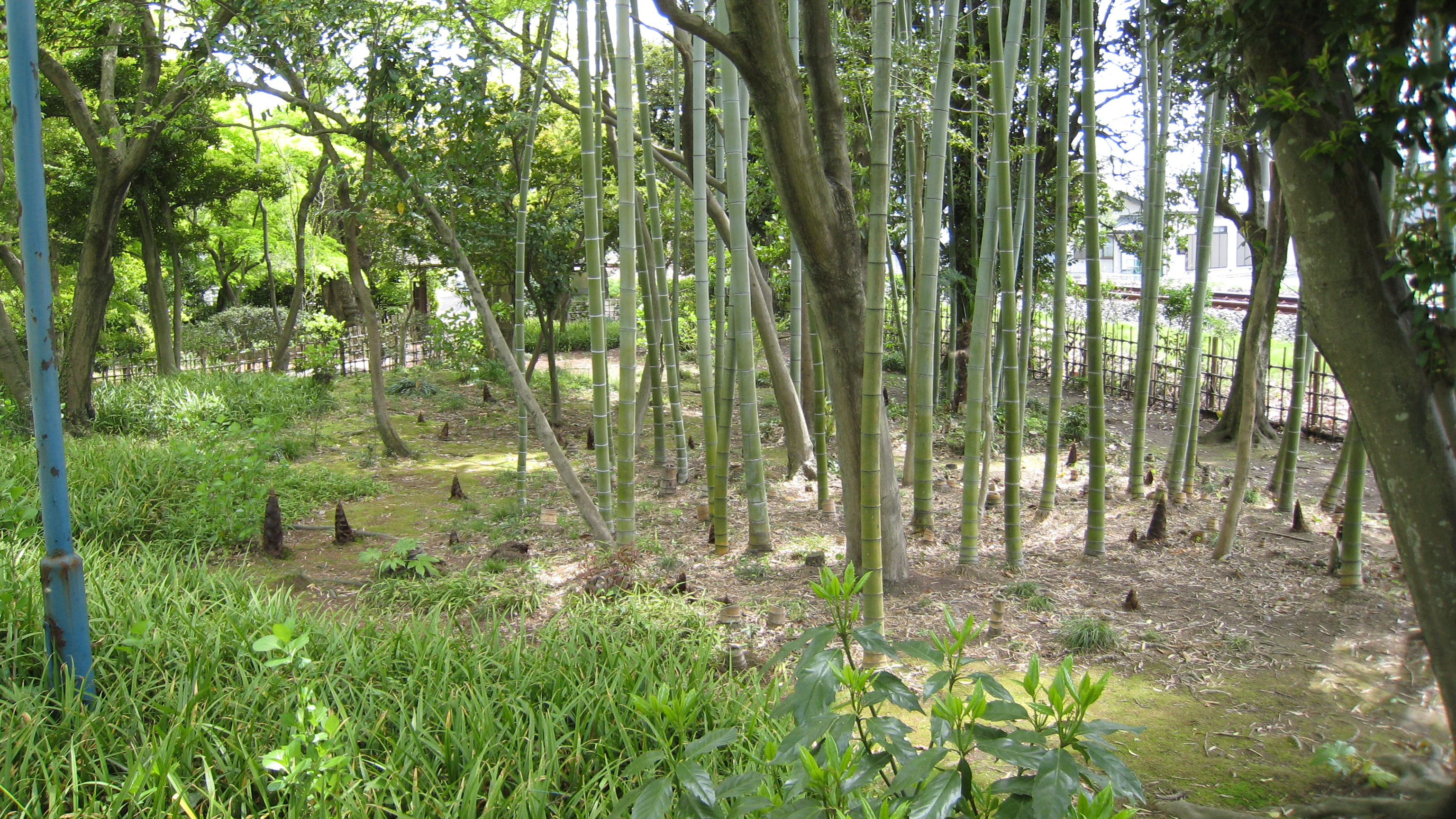
Măng đang mọc từ mặt đất
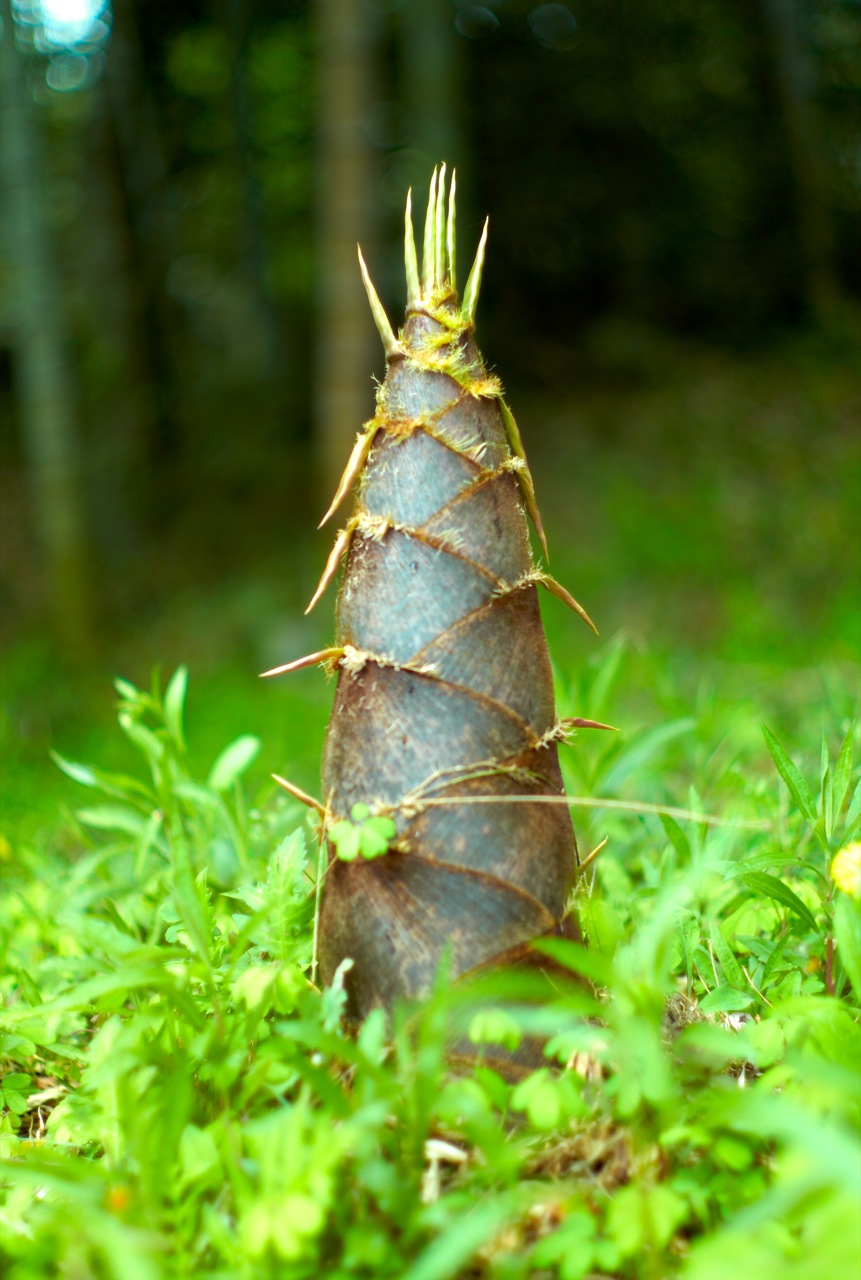
Măng đã quá già để ăn
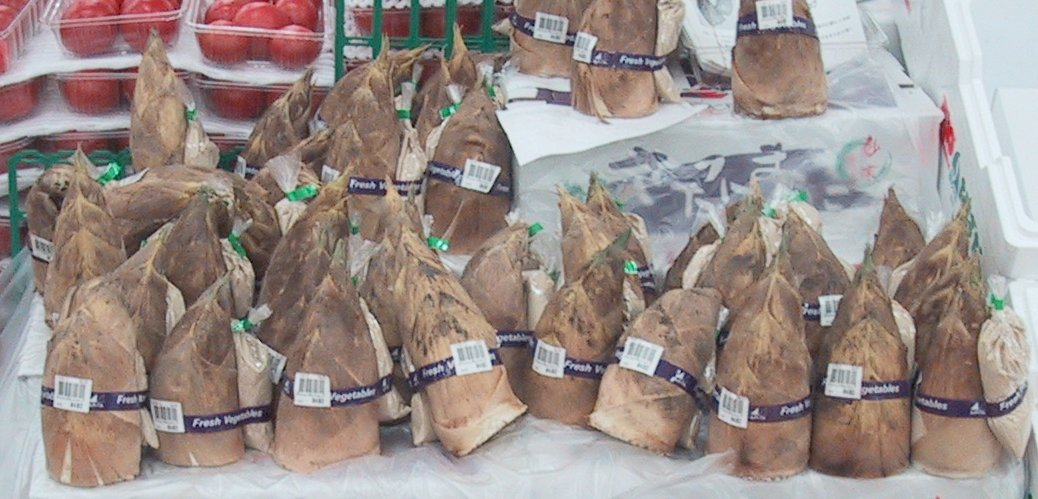
Măng được bán tại một siêu thị ở Nhật Bản
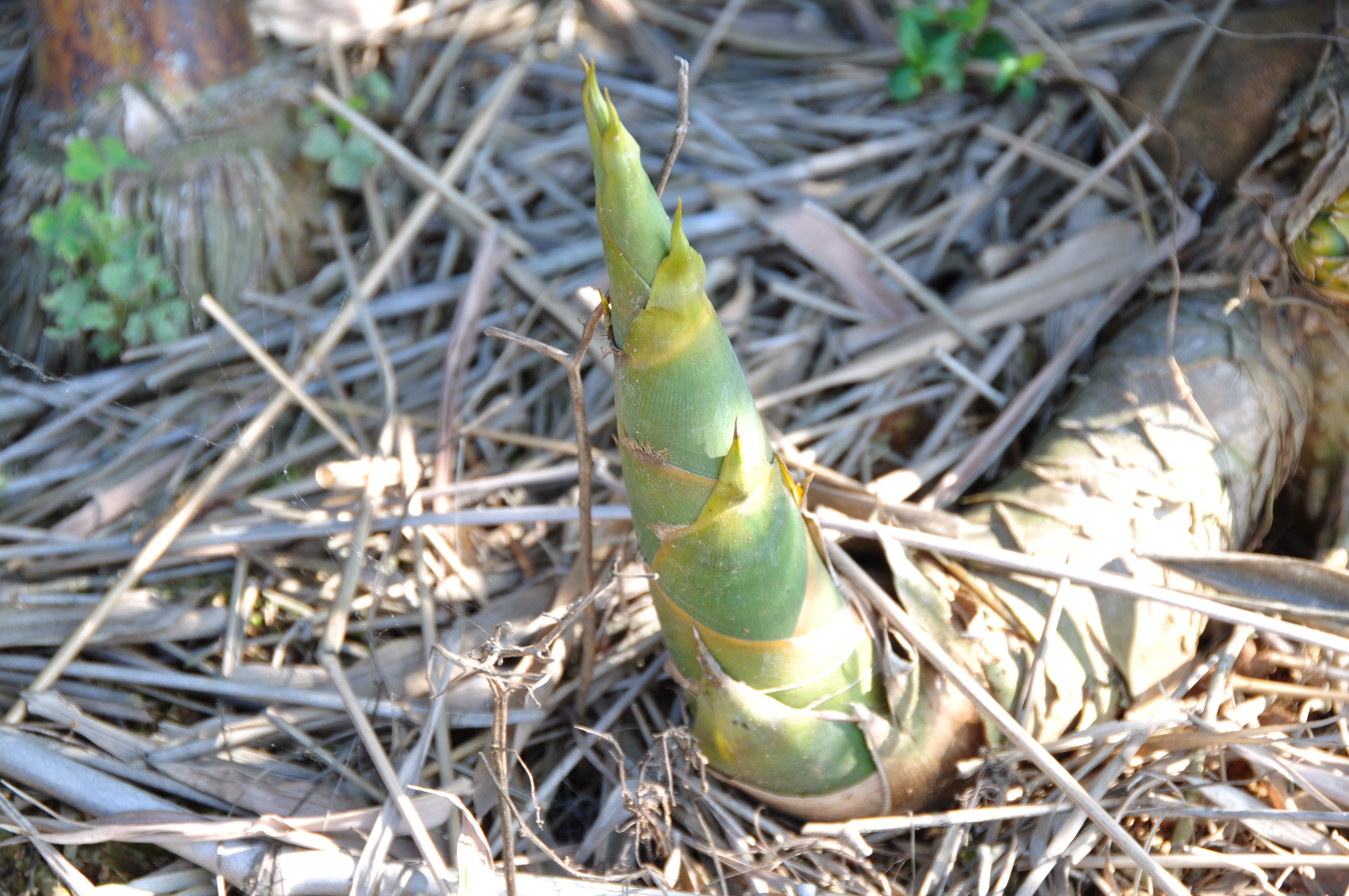
Sự phát triển của măng trên vùng đất bằng thấp ở Đài Loan.
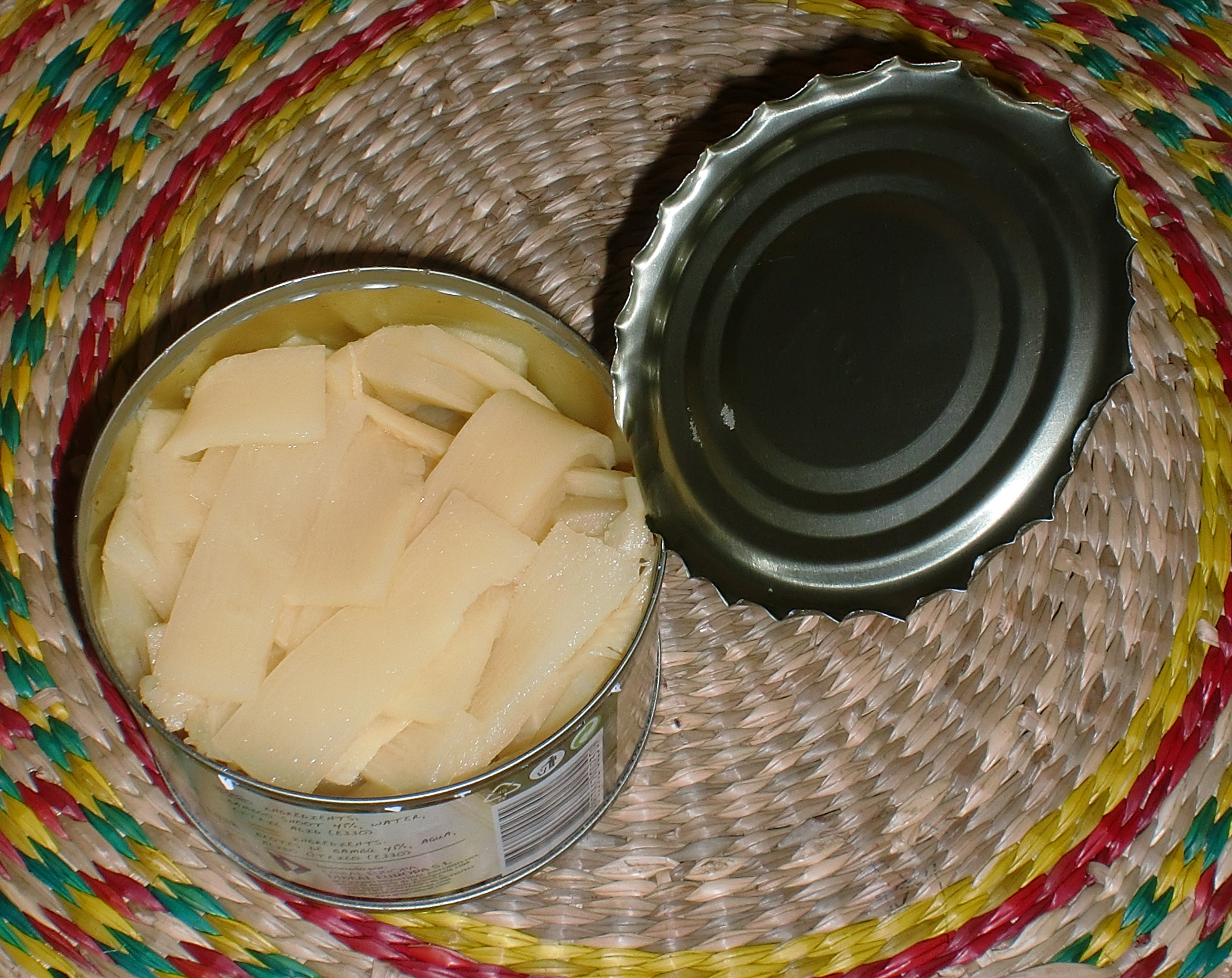
Măng hủy.
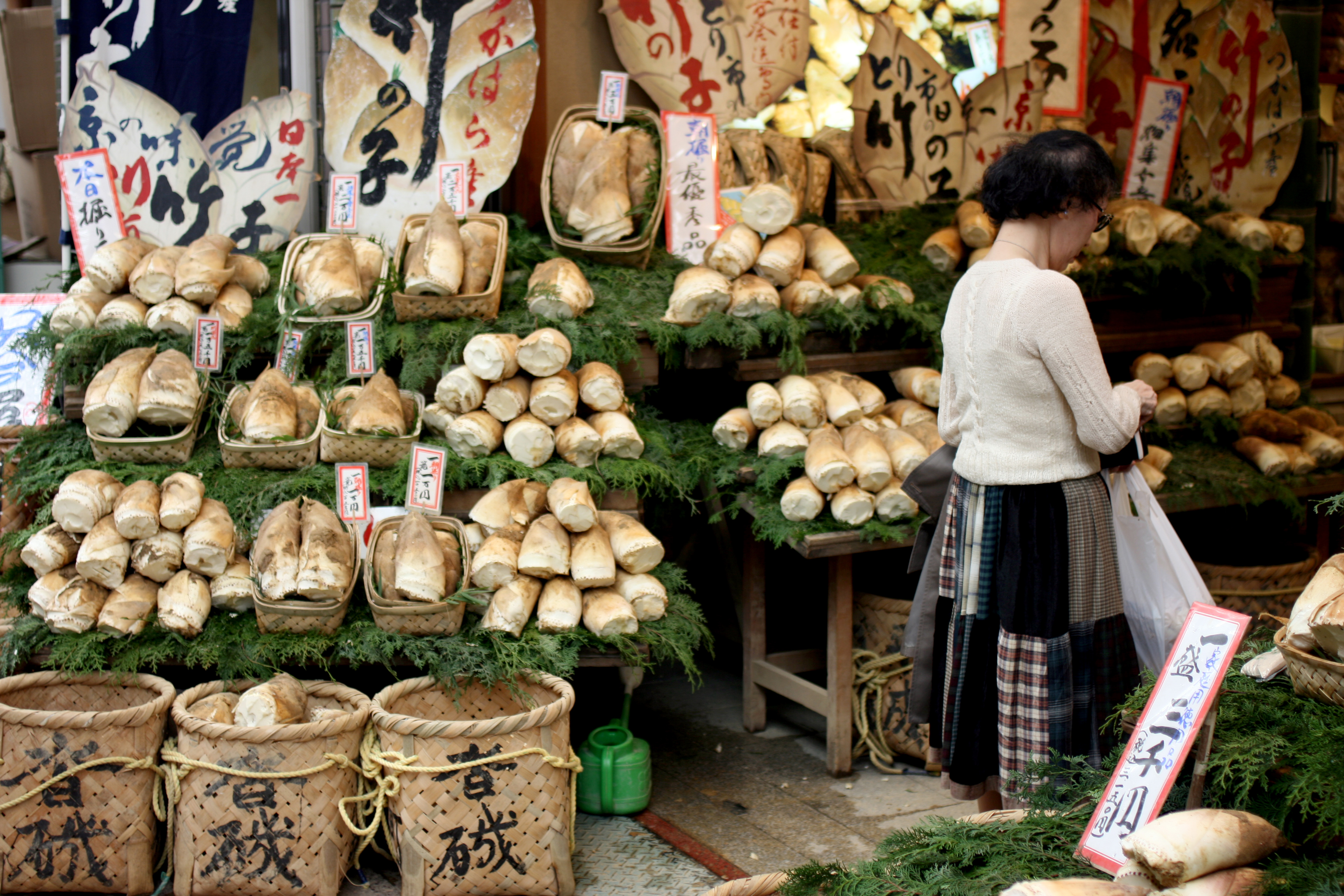
Các loại măng trong một cửa hàng ở Nhật Bản
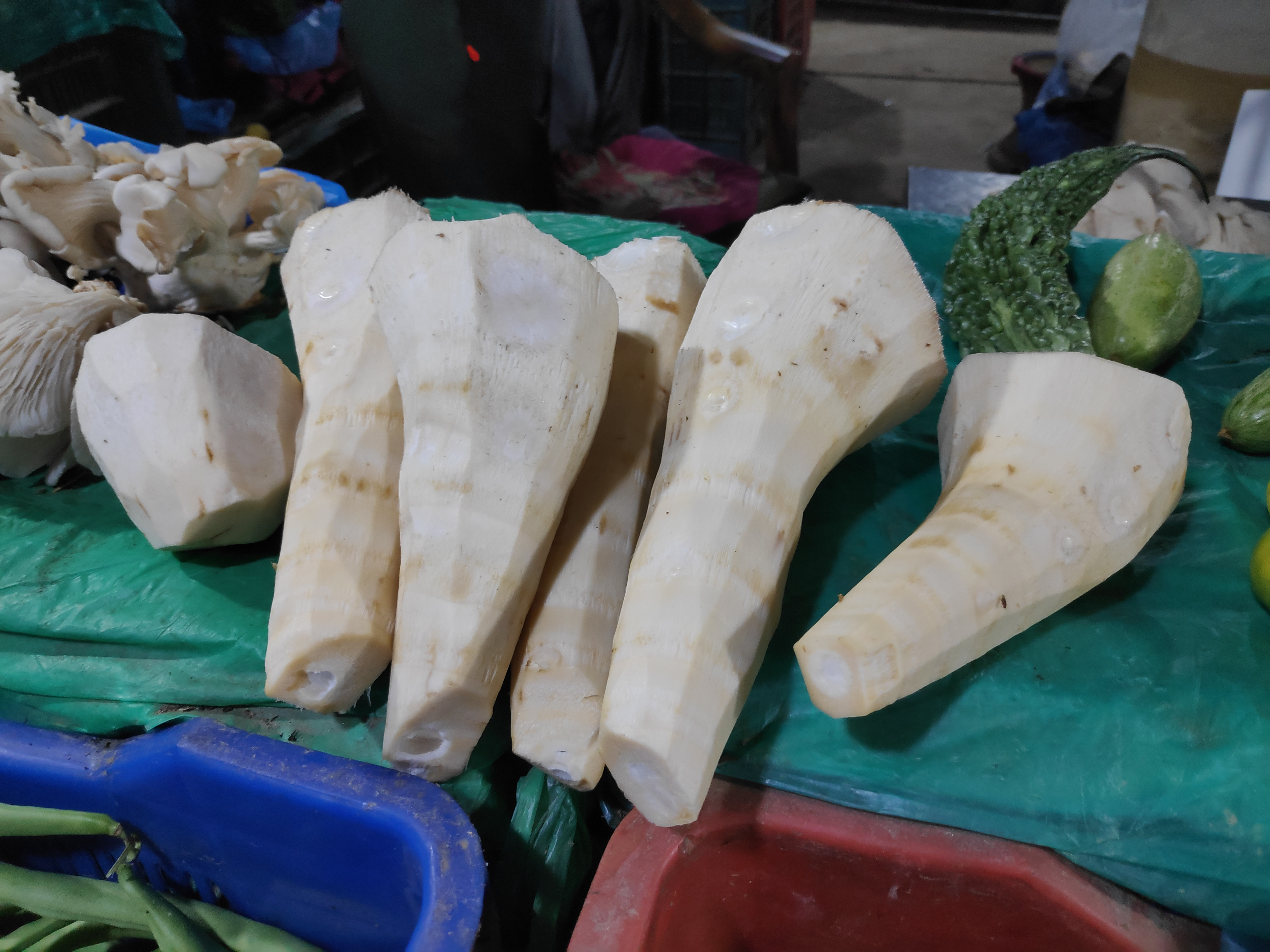
Măng được bán ở Kathmandu, Nepal.